# Orly Grossman
Orly Grossman (in ebraico אורלי גרוסמן‎?; Tel Aviv, 31 maggio 1968) è un'ex cestista israeliana.

## Carriera
Con Israele ha disputato i Campionati europei del 1991.